# Leucania exempta
Leucania exempta là một loài bướm đêm trong họ Noctuidae.